# بهرام پسر گودرز
بهرام پهلوانی ایرانی در دوران کیکاوس و کیخسرو است که آوازهٔ او بخاطر کارهای دلیرانه‌ای است که در جنگ‌ها انجام داده بود.

## فعالیت بهرام در شاهنامه فردوسی

### بهرام در داستان سیاوش
در میدان جنگ میان سیاوش و افراسیاب، پس از آنکه سپهسالار کیکاووس یعنی رستم از میدان جنگ به صورت قهرآمیز برگشت و سپاه ایران را تنها گذاشت، بهرام و زنگه شاوران مشاوران سیاوش پس از رستم بودند. زمانی‌که سیاوش به توران پناهنده شد و سپاه ایران بی‌سالار گشت، بهرام رهبری سپاه ایران را تا رسیدن فرمانده جدید یعنی طوس بر دوش گرفت.

### بهرام در داستان فرودِ سیاوش
برجسته‌ترین داستانی که بهرام در او ایفای نقش می‌نماید، داستان فرود سیاوش است. سپاه ایران در میانهٔ راه توران به کوهی (چَرَم) می‌رسند که قلعه فرود، برادر ناتنی کیخسرو بر آن کوه قرار داشت. فرود به همراه مادرش جریره می‌خواست به سپاه ایران بپیوندد و با آن‌ها به کین سیاوش با افراسیاب پیکار کند. طوس در مقام سپهسالار ایران بهرام را به جانب قلعه گسیل می‌دارد تا فرود را دستگیر کند چون فرود به همراه تخوار در بالای کوه، احاطه بر سپاه ایران داشت و رصد سپاه ایران، طوس را خشمگین ساخته بود.

بهرام در ملاقات نخست در می‌یابد که او برادر کیخسرو شاه ایران است. بهرام به نزد سپاه بازمی‌گردد تا طوس را از ماجرا آگاه کند، اما طوس سخن بهرام را نپذیرفت و او را سرزنش نمود که چرا فرود را دستگیر نکرده‌است و دامادش را برای دستگیری به بالای کوه گسیل داشت. سرانجام فرود به دست بیژن و رهام کشته می‌شود. بهرام کشته‌شدن فرود را رویدادی ناگوار برمی‌شمرد و ایرانیان را به دلیل انجام این کار سزاوار کیفر می‌داند.
| چو بهرام برشد به بالای تیغ      |  | بغرّید برسان غرّنده میغ        |
| چه مردی بدو گفت بر کوهسار       |  | نبینی همی لشکر بی‌شمار        |
| همی نشنوی نالهٔ بوق و کوس        |  | نترسی ز سالار بیدار طوس      |
| فرودش چنین پاسخ آورد باز        |  | که تندی ندیدی تو تندی مساز   |
| نه تو شیر جنگی و من گور دشت     |  | برین گونه بر ما نشاید گذشت   |
| فزونی نداری تو چیزی ز من        |  | بگردی و مردی و نیروی تن      |
| سر و دست و پای و دل و مغز و هوش |  | زبانی سراینده و چشم و گوش    |
| نگه کن بمن تا مرا نیز هست       |  | اگر هست بیهوده منمای دست     |
| سخن پرسمت گر تو پاسخ دهی        |  | شوم شاد اگر رای فرخ نهی      |
| بدو گفت بهرام برگوی هین         |  | تو بر آسمانی و من بر زمین    |
| فرود آن زمان گفت سالار کیست     |  | برزم اندرون نامبردار کیست    |
| بدو گفت بهرام سالار طوس         |  | که با اختر کاویانست و کوس    |
| ز گردان چو گودرز و رهام و گیو   |  | چو گرگین و شیدوش و فرهاد نیو |
| چو گستهم و چون زنگهٔ شاوران      |  | گرازه سر مرد کنداوران        |
| بدو گفت کز چه ز بهرام نام       |  | نبردی و بگذاشتی کار خام      |
| ز گودرزیان ما بدوییم شاد        |  | مرا زو نکردی به لب هیچ یاد   |
| بدو گفت بهرام کای شیرمرد        |  | چنین یاد بهرام با تو که کرد  |
| چنین داد پاسخ مر او را فرود     |  | که این داستان من ز مادر شنود |
| مرا گفت چون پیشت آید سپاه       |  | پذیره شو و نام بهرام خواه    |
| دگر نامداری ز کنداوران          |  | کجا نام او زنگهٔ شاوران       |
| همانند همشیرگان پدر             |  | سزد گر بر ایشان بجویی گذر    |
| بدو گفت بهرام کای نیکبخت        |  | تویی بار آن خسروانی درخت     |
| فرودی تو ای شهریار جوان         |  | که جاوید بادی به روشن‌روان    |

#### مرگ
کشته‌شدن بسیاری از جنگجویان ایرانی از سرما و برف، شکست‌های پیاپی از تورانیان از دید بهرام، مکافات خون ناحق فرود می‌دانست. او که خودش را تا اندازه‌ای در کشته‌شدن فرود گناهکار می‌داند، دیگر برای زندگی خودش ارجی نمی‌گذارد و خودش را شایستهٔ مرگ می‌داند. در رویدادهای پسین‌تر در همان جنگ میان ایران و توران، او تازیانهٔ خود را در میدان نبرد گم می‌کند. او گم کردن تازیانه که نام خودش هم بر روی آن نوشته شده بود را از بخت شوم خود می‌داند و بیم آن دارد که دشمن آن را بیابد و این موجب ننگ او شود.
بهرام برخلاف گفته‌های پدرش گودرز و برادش گیو، شبانه به میدان کارزار رفته تا به جستجوی تازیانه بپردازد. در میدان کارزار او سربازی ایرانی را می‌بیند که زخمی شده‌است، پس از بستن زخم‌های آن سرباز، تازیانهٔ خود را می‌یابد و از اسب پیاده می‌شود تا آن را بردارد، ولی درست در همین هنگام اسب او با شنیدن شیههٔ یک مادیان، رم کرده می‌گریزد. بهرام تازیانه را برمی‌دارد، ولی خودش را در محاصرهٔ دشمنان تورانی می‌بیند. او از تسلیم‌شدن سر باز می‌زند، اما تورانیان که پرشمار بودند بر او فشار آورده و سرانجام، تژاو او را می‌کشد.
| بدو گفت گیو ای برادر مشو      |  | فراوان مرا تازیانه‌ست نو    |
| یکی شوشهٔ زر به سیم اندر است   |  | دو شیبش ز خوشاب وز گوهرست  |
| فرنگیس چون گنج بگشاد سر       |  | مرا داد چندان سلیح و کمر   |
| من آن درع و تازانه برداشتم    |  | به توران دگر خوار بگذاشتم  |
| یکی نیز بخشید کاوس شاه        |  | ز زر وز گوهر چو تابنده ماه |
| دگر پنج دارم همه زرنگار       |  | بر او بافته گوهر شاهوار    |
| تو را بخشم این هفت ز ایدر مرو |  | یکی جنگ خیره میارای نو     |

|  |  |
|  |  |
|  |  |

|  |  |      |     |     |     |     |     |  |  |       |       |       |       |       |       |  |  |       |       |       |       | کشواد |       |  |  |      |      |      |      |      |      |  |  |       |       |       |       |       |       |  |  |      |      |      |      |      |      |  |  |
|  |  |      |     |     |     |     |     |  |  |       |       |       |       |       |       |  |  |       |       |       |       |       |       |  |  |      |      |      |      |      |      |  |  |       |       |       |       |       |       |  |  |      |      |      |      |      |      |  |  |
|  |  |      |     |     |     |     |     |  |  |       |       |       |       |       |       |  |  |       |       |       |       | گودرز |       |  |  |      |      |      |      |      |      |  |  |       |       |       |       |       |       |  |  |      |      |      |      |      |      |  |  |
|  |  |      |     |     |     |     |     |  |  |       |       |       |       |       |       |  |  |       |       |       |       |       |       |  |  |      |      |      |      |      |      |  |  |       |       |       |       |       |       |  |  |      |      |      |      |      |      |  |  |
|  |  |      |     |     |     |     |     |  |  |       |       |       |       |       |       |  |  |       |       |       |       |       |       |  |  |      |      |      |      |      |      |  |  |       |       |       |       |       |       |  |  |      |      |      |      |      |      |  |  |
|  |  |      |     |     |     |     |     |  |  |       |       |       |       |       |       |  |  |       |       |       |       |       |       |  |  |      |      |      |      |      |      |  |  |       |       |       |       |       |       |  |  |      |      |      |      |      |      |  |  |
|  |  | گیو  | گیو | گیو | گیو | گیو | گیو |  |  | شیدوش | شیدوش | شیدوش | شیدوش | شیدوش | شیدوش |  |  | نستوه | نستوه | نستوه | نستوه | نستوه | نستوه |  |  | رهام | رهام | رهام | رهام | رهام | رهام |  |  | بهرام | بهرام | بهرام | بهرام | بهرام | بهرام |  |  | هجیر | هجیر | هجیر | هجیر | هجیر | هجیر |  |  |
|  |  | گیو  | گیو | گیو | گیو | گیو | گیو |  |  | شیدوش | شیدوش | شیدوش | شیدوش | شیدوش | شیدوش |  |  | نستوه | نستوه | نستوه | نستوه | نستوه | نستوه |  |  | رهام | رهام | رهام | رهام | رهام | رهام |  |  | بهرام | بهرام | بهرام | بهرام | بهرام | بهرام |  |  | هجیر | هجیر | هجیر | هجیر | هجیر | هجیر |  |  |
|  |  | بیژن |     |     |     |     |     |  |  |       |       |       |       |       |       |  |  |       |       |       |       |       |       |  |  |      |      |      |      |      |      |  |  |       |       |       |       |       |       |  |  |      |      |      |      |      |      |  |  |

1. ↑  رستم در نقش مشاور سیاوش بود
2. ↑  هنگام اعزام سپاه ایران به فرماندهی طوس کیخسرو سپرده بود سپاه ایران از مسیری که محل زندگی فرود و مادرش هست عبور ننمایند ولی طوس عمداً این مسیر را انتخاب نمود
3. ↑  چون فرود هیچ‌یک از ایرانیان نمی‌شناخت از مادرش پرسیده بود هنگام مواجه با سپاه ایران از چه کسی نشان پدر را جویم و مادرش گفته بود از محرمان در سپاه ایران فقط بهرام و زنگه‌شاوران است. چون بهرام و فرود در ملاقات اول یکدیگر شناختند پس بهرام هنگام بازگشت به فرود تأکید کرد در ملاقات بعدی جز من اگر کسی جانب تو آمد برای جنگ و کشتن تو می‌آید و نباید به ایشان اعتماد کنی
4. ↑  شاهنامه. جلد چهارم. گفتار اندر داستان فرود، ص ۱۸۴
5. ↑  «BAHRĀM (3)». ENCYCLOPÆDIA IRANICA. دریافت‌شده در ۵ مارس ۲۰۱۶.
6. ↑  بر پایهٔ مجمل‌التواریخ، بهرام امیر مجلس کیخسرو بود.

- حسین، الهی قمشه‌ای (۱۳۸۶). شاهنامه فردوسی. ترجمهٔ ناهید فرشادمهر. تهران: نشر محمد. شابک ۹۶۴-۵۵۶۶-۳۵-۵.